# Emilio Saraco

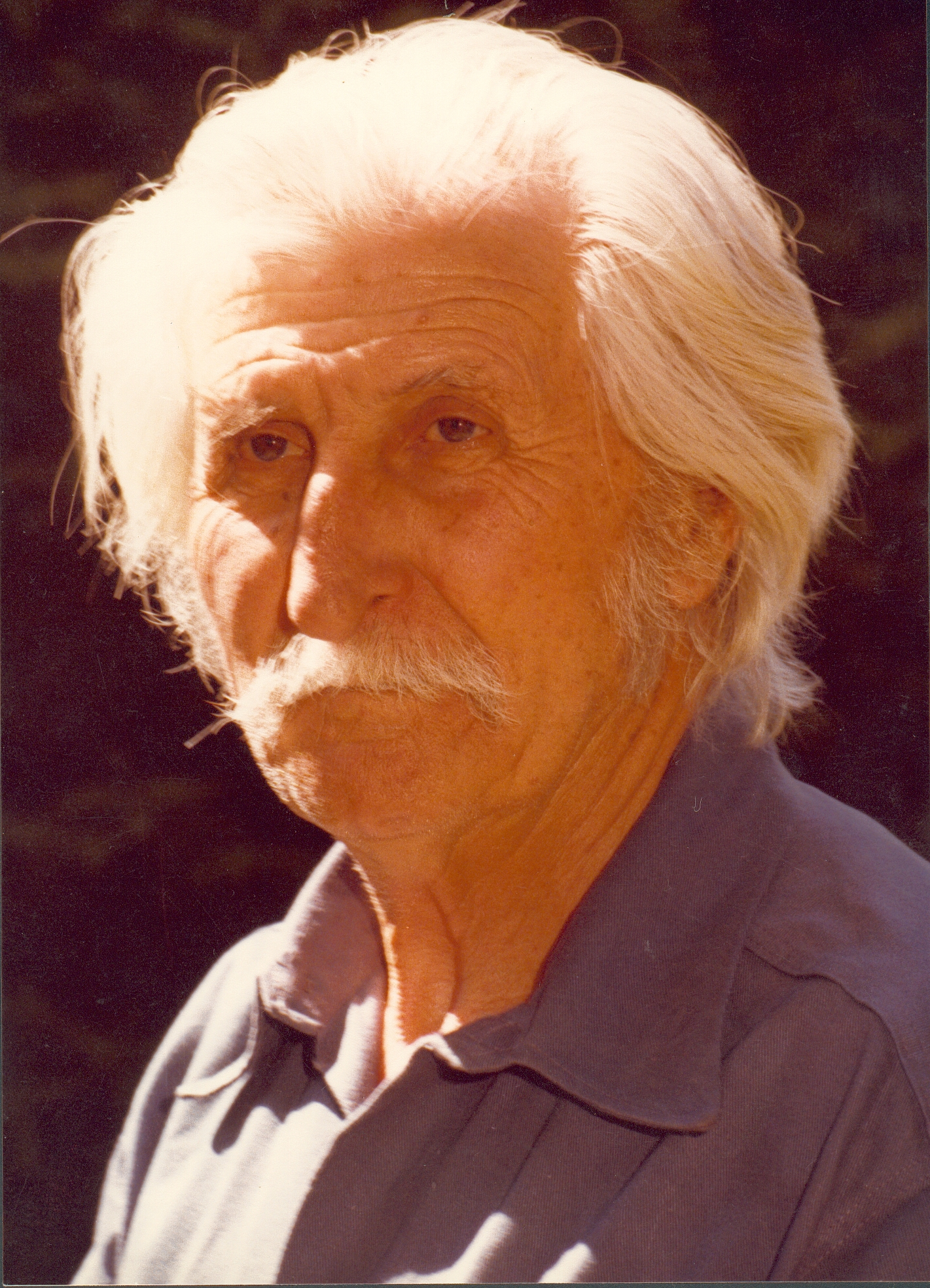
Emilio Saraco

Emilio Saraco (Balnearia, Córdoba, Argentina, 20 de diciembre de 1912 - Neuquén, Neuquén, Argentina, 23 de septiembre de 2001) fue un artista plástico argentino que contribuyó notablemente con la cultura y el arte popular en la provincia de Neuquén, sobre todo retratando el estilo de vida, hábitat y paisajes típicos de la cordillera. Fue distinguido a nivel nacional (Mayor Notable Argentino por el Congreso de la Nación por su aporte a la cultura y las artes), y a nivel provincial y municipal de Neuquén.
Don Emilio Saraco, artista plástico que dio el impulso inicial a las bellas artes neuquinas desde comienzos de los 60, nació en Balnearia (Córdoba), el 20 de diciembre de 1912. Descendiente de campesinos italianos e inclinado desde niño  a la plástica, egresa como Maestro Mayor de Obras en el Otto Krause y entra en la Escuela de Artes Decorativas de la Nación y a la Mutualidad de Estudiantes de Bellas Artes donde realizó su preparación artística. Fue discípulo del escultor  Agustín Riganelli  a quien reconoce como principal orientador de su línea estética y de  Luis Perlotti, Alfredo Bigatti y Fascio Hebequer.
Artista y educador, hizo de la simplicidad el norte de su enseñanza y de lo figurativo su expresión plástica. Llegó a Neuquén en 1961 a dirigir la recién fundada Escuela Provincial de Bellas Artes, de la cual fue su primer director. Entusiasta motorizador de ésta, le imprimió un perfil de activa inserción en la vida cultural de la ciudad, transmitiendo a niños y jóvenes el ideal de la búsqueda de la belleza como forma de cambiar la realidad, tal vez su obra más trascendente y silenciosa.
Cultor del arte figurativo y realista, Saraco tenía como premisa que “…el arte debe ser comprensible para todos los públicos”. Quizás por eso, su obra escultórica y pictórica se nutrió de escenas de la vida cotidiana de los hombres que habitaron estas tierras. Su predilección por el hábitat rural y lo autóctono produjo así obras de tipo costumbrista, muchas de ellas de claro valor antropológico.
Su obra escultórica adorna espacios públicos y privados: la Virgen del Nahuel Huapi en la Catedral de Bariloche, los monumentos a la Madre en Plaza Huincul y El Chocón, en Neuquén San José Obrero, el Chasqui, los bustos de Sarmiento, Alberdi  (“Héroe del pensamiento” en palabras de Emilio cuando lo donara a la Biblioteca homónima), grandes murales en bajorrelieve, en la Dirección de Turismo, ACIPAN, Hotel Royal, en la escuela N.º 2 y el emblemático Conejito, entre otras situadas en Roca, Cipolletti, Las Grutas y Carmen de Patagones.
Deslumbró a Neuquén con sus carbonillas en los 70 con el programa Poemas en la noche durante el cual, en vivo en solo tres minutos ilustraba una poesía frente a  las cámaras. Con esta técnica dejó un registro de casi setenta retratos de pobladores cordilleranos y mapuches relevados durante las décadas 80 y 90, en el Norte Neuquino, como así también su paisaje.
Incansable y optimista,  lo largo de su vida fue docente, dibujante, escultor, pintor, escenógrafo, alfarero, diseñador gráfico, decorador, actor vocacional, diseñador de vestuario, orador improvisado, constructor, profesor universitario y viajero.
Distinciones
Don Emilio, como se lo conociera afectuosamente en Neuquén, fue reconocido y distinguido a nivel Nacional, Provincial, Municipal, por entidades del ámbito privado y por sus pares.
Pehuén de Bronce al quehacer Artístico, LU5 1976
“Mayor Notable Argentino”, Congreso de la Nación, año 1997.
Bautismo del “Salón de Arte Emilio Saraco” en el Museo Gregorio Álvarez, el 20 de diciembre de 1986. Secretaría de Estado de Cultura  de la Provincia de Neuquén.
Creación de la Sala de Arte Emilio Saraco en el ex galpón de carga del ferrocarril el 18 de abril de 1992 por la Secretaría de Estado de Cultura de la Provincia de Neuquén. El 1.º de Mayo de 1993 es cedida a la Municipalidad de Neuquén Capital.  
Distinción Aporte a las Artes, Municipalidad de Neuquén, 1998
Bautizan una calle con su nombre en la ciudad de Plottier.
“Ciudadano Ilustre” de la Municipalidad de Balnearia, 1998.